# Сукачов Володимир Миколайович
Володимир Миколайович Сукачов (26 травня (7 червня) 1880, село Олександрівка, кол. Харківська губернія — 9 лютого 1967, Москва) — український радянський ботанік, лісознавець і географ, академік АН СРСР (з 1943), Герой Соціалістичної Праці (1965). Член КПРС з 1937.

## Біографія
В 1902 закінчив Лісовий інститут у Петербурзі. Був одружений з Поплавською Генрієттою Іполітівною
У 1919—41 очолював створену ним у тому ж інституті кафедру дендрології і систематики рослин.
У 1941-43 — завідувач кафедри біологічних наук Уральського лісотехнічного університету в Свердловську.
В 1944 організував Інститут лісу (тепер Інститутт лісу і деревини Сибірського відділення АН СРСР імені В. М. Сукачова, Красноярськ), яким керував до 1959, в 1959 — лабораторію лісівництва АН СРСР, в 1965 — лабораторію біогеоценології при Ботанічному інституті АН СРСР.
В 1944-48 — професор Московського лісотехнічного інституту, 1946—53 — професор Москоського університету, завідувач кафедри ботанічної географії, одночасно в 1946—58 — головний редактор «Ботанического журнала».
Сукачов В. М. — основоположник біогеоценології, один з основоположників вчення про фітоценоз.
Праці присвячені також проблемам лісознавства, дендрології, болотознавства, геоботаніки, систематики рослин, палеоботаніки, стратиграфії тощо.
З 1946 р. був президентом (з 1963 — почесним президентом) Всерадянського ботанічного товариства; член Польської АН (з 1959).
Нагороджений 3 орденами Леніна, іншими орденами, медалями.
Стояв біля витоків біогеоценології. Фахівець з теорії і методів фітоценології, лісознавства, болотознавства, історії рослинності, спорово-пилкового аналізу, захисного лісорозведення.
Дійсний член АН СРСР (1943). Герой Соціалістичного Труда (1965).
Радянський ботанік, лісознавець і географ, академік (з 1943, член-кореспондент з 1920). Член КПРС з 1937.
Закінчив Лісовий інститут в Петербурзі (1902) і почав працювати асистентом того ж інституту. У 1912—18 обіймав посаду молодшого ботаніка в Ботанічному музеї Петербурзької АН.
У 1919-41 рр. — проф. Лісового інституту (пізніше Лісотехнічна академія), в 1918—25 — Географічного інституту, в 1925-41 рр. — Ленінградського університету.
У 1924—26 завідував акліматизаційним відділом, а в 1931—1933 рр. — відділом геоботаніки Головного ботанічного саду АН СРСР. У 1944 переїхав до Москви. З 1944 — директор Інституту лісу АН СРСР; одночасно в 1944—48 був професором Московського лісотехнічного інституту і в 1948—51 — Московського університету.
Під його керівництвом проведені чисельні експедиції з метою вивчення рослинності різних районів країни. Багато займався питаннями болотознавства; розробив теорію утворення боліт і встановив в околицях Ленінграда пограничний горизонт торф'яників; склав одне з першого керівництва по болотознавству ("Болота, их образование, развитие и свойства ", 1914).
Вніс багато нового у вчення про рослинний покрив. Розробляючи питання фітоценології, сформулював ряд положень, що стосуються завдань і методів дослідження рослинності і експериментальної фітоценології, вказав на значення їх для вирішення ряду практичних завдань в сільському і лісовому господарстві.
В області географії, керуючись ідеями В. В. Докучаєва, Г. Ф. Морозова та інших, розвиває ідеї широких комплексних підходів до вивчення природних явищ і особливо рослинності; у 1942 висунув і дав обґрунтування особливому напряму в природознавстві — біогеоценології.
Відомі також його роботи в області палеоботаніки. С. є піонером в справі розробки і вживання методу споро пилкового аналізу для вивчення післяльодовикового і міжльодовикових відкладень СРСР. Багато працював по вивченню типів лісу, запропонував методику типологічних досліджень і дав струнку теорію типів лісу; створив свою школу лісотипологів. Йому належать також роботи в області систематики деревних порід (модрини, берези, верби і ін.); займаючись селекцією деревних рослин, отримав ряд коштовних сортів верб і ін. порід.
Під керівництвом Сукачова В. М. (з 1949) проводяться науково-дослідної роботи з захисного лісорозведення.
Автор ряду підручників і керівник з дендрології, геоботаніки, вивчення рослинності і особливо по вивченню типів лісу, а також роботи по деяких питаннях дарвінізму.
Член-упорядник (1916) і президент (з 1946) Всесоюзного ботанічного товариства, президент (з 1955) Московського товариства дослідників природи, почесний член Всесоюзного ботанічного товариства і Географічного товариства СРСР.
За наукові дослідження Географічне товариство СРСР чотири рази присуджувало Сукачову В. М. винагороди (1912, 1914, 1929, 1947).
У 1951 АН СРСР за дослідження в області лісорозведення і в області географічних наук присудила йому велику золоту медаль ім. В. В. Докучаєва.

## Нагороди
Герой Соціалістичної Праці (1965)
Три ордена Леніна
Інші ордена та медалі
Золота медаль імени Н. М. Пржевальского
Золота медаль імени П. П. Семенова-Тян-Шанського
Золота медаль імени В. В. Докучаєва (1951) — «За творческое развитие научных идей В. В. Докучаева о взаимосвязях и взаимозависимостях между почвой, растительностью и другими природными условиями, а также за плодотворную деятельность по организации научных работ по защитному лесоразведению»

## Наукові праці
Сукачев В. Н. Что такое фитоценоз? // Сов. ботаника. 1934. № 5. С. 4-18. [стенограмма дискуссии в Ботаническом ин-те АН СССР, С. 3-50]
Сукачёв В. Н. Идея развития в фитоценологии // Сов. ботаника. 1942. № 1-3. С. 5-17.
Сукачёв В. Н. О принципах генетической классификации в биоценологии // Журн. общ. биологии. 1944. Т. 5, № 4. С. 213—227.
Сукачёв В. Н. Биогеоценология и фитоценология // Докл. АН СССР. 1945. Т. 47, № 6. С. 447—449.
Сукачёв В. Н. О соотношении понятий «географический ландшафт» и «биогеоценоз» // Вопросы географии. М. : Географгиз, 1949. Вып. 16. С. 45-60.
Сукачёв В. Н. Общие принципы и программа изучения типов леса // Сукачёв В. Н., Зонн С. В. Методические указания к изучению типов леса. 2-е изд. М. : Изд-во АН СССР, 1961. С. 9-75.
Сукачёв В. Н. Биогеоценоз как выражение взаимодействия живой и неживой природы на поверхности Земли: соотношение понятий «биогеоценоз», «экосистема», «географический ландшафт» и «фация» // Основы лесной биогеоценологии / под ред. В. Н. Сукачёва, Н. В. Дылиса. М. : Наука, 1964. С. 5-49.
Сукачёв В. Н. Избранные труды в трех томах / под ред. Е. М. Лавренко. — Л. : Наука. -Т. 1 : Основы лесной типологии и биогеоценологии. — 1972. — 419 с ; Т. 2 : Проблемы болотоведения, палеоботаники и палеогеографии. — 1973. — 352 с ; Т. 3 : Проблемы фитоценологии. — 1975. — 543 с